# Środa Wielkopolska

Stadens vapen.

Środa Wielkopolska (tyska Schroda, tidigare Neumarkt) är en stad i Storpolens vojvodskap i västra Polen. Staden, som nämns för första gången i ett dokument från 1234, hade 31 114 invånare år 2012.